# Magnesioastrofillite
La magnesioastrofillite è un minerale appartenente al gruppo dell'astrofillite.